# Ciudad del Motor de Aragón

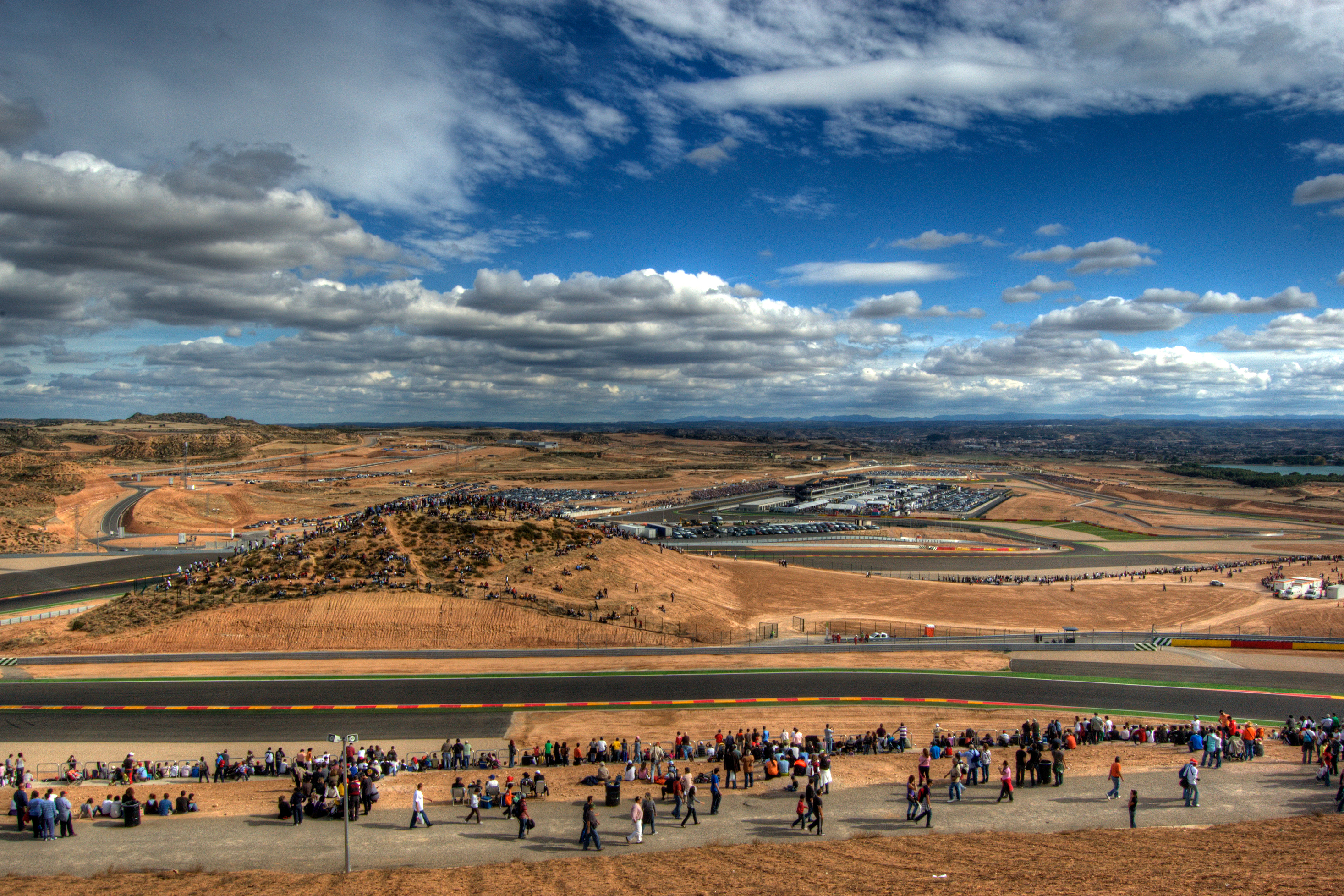
Vista panorâmica do circuito.

Ciudad del Motor de Aragón, também conhecido como Motorland Aragón, é um circuito de corridas automobilísticas com 5.344 m localizado em Alcañiz, Espanha.
O circuito foi desenhado pelo arquiteto Hermann Tilke em conjunto com a empresa britânica Foster and Partners. O piloto de Formula 1 Pedro de la Rosa foi o consultor técnico do projeto.